# Corrado Giaquinto

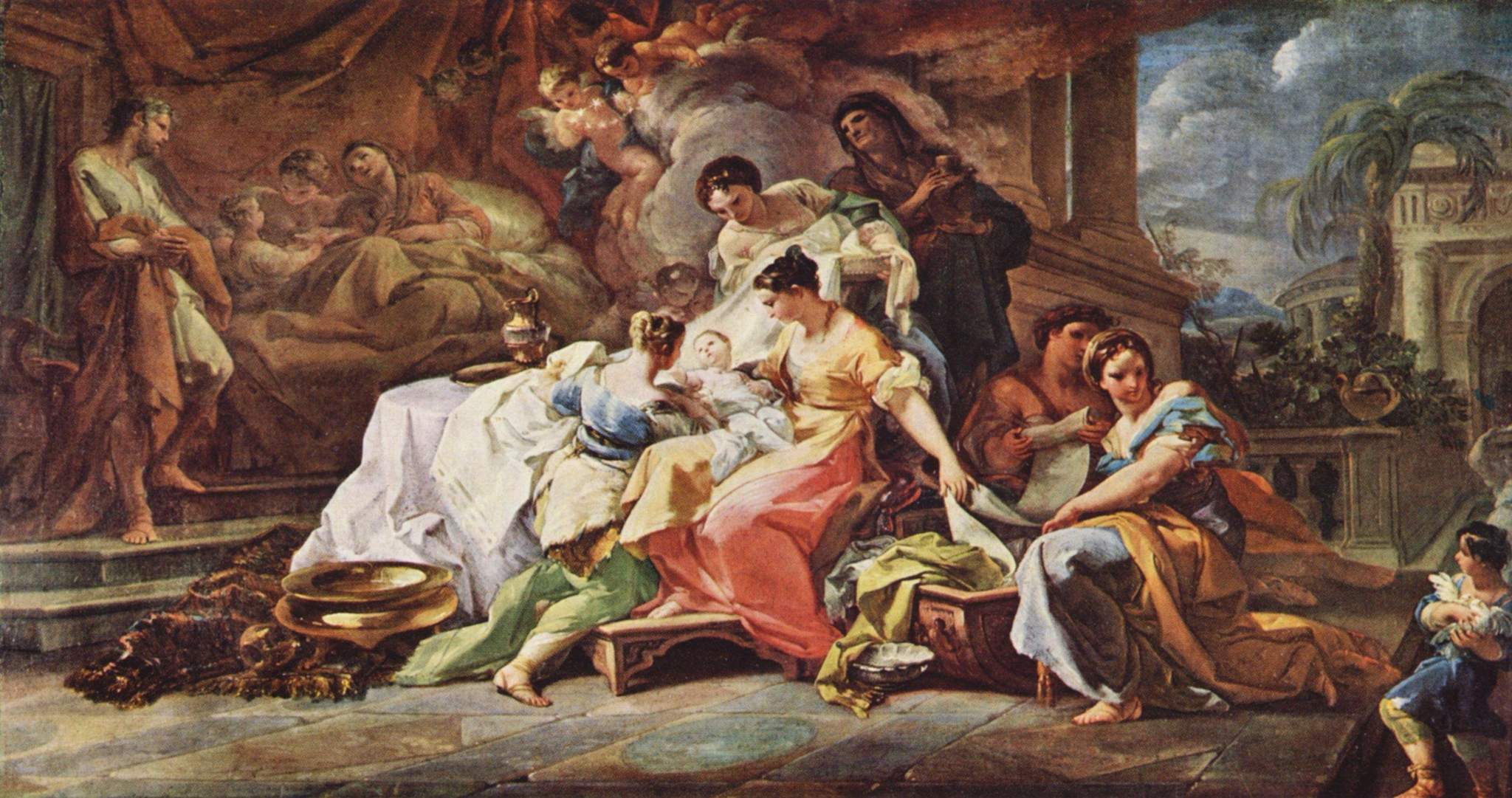
El naixement de Maria, de Corrado Giaquinto (Oxford, Christ Church Collection).

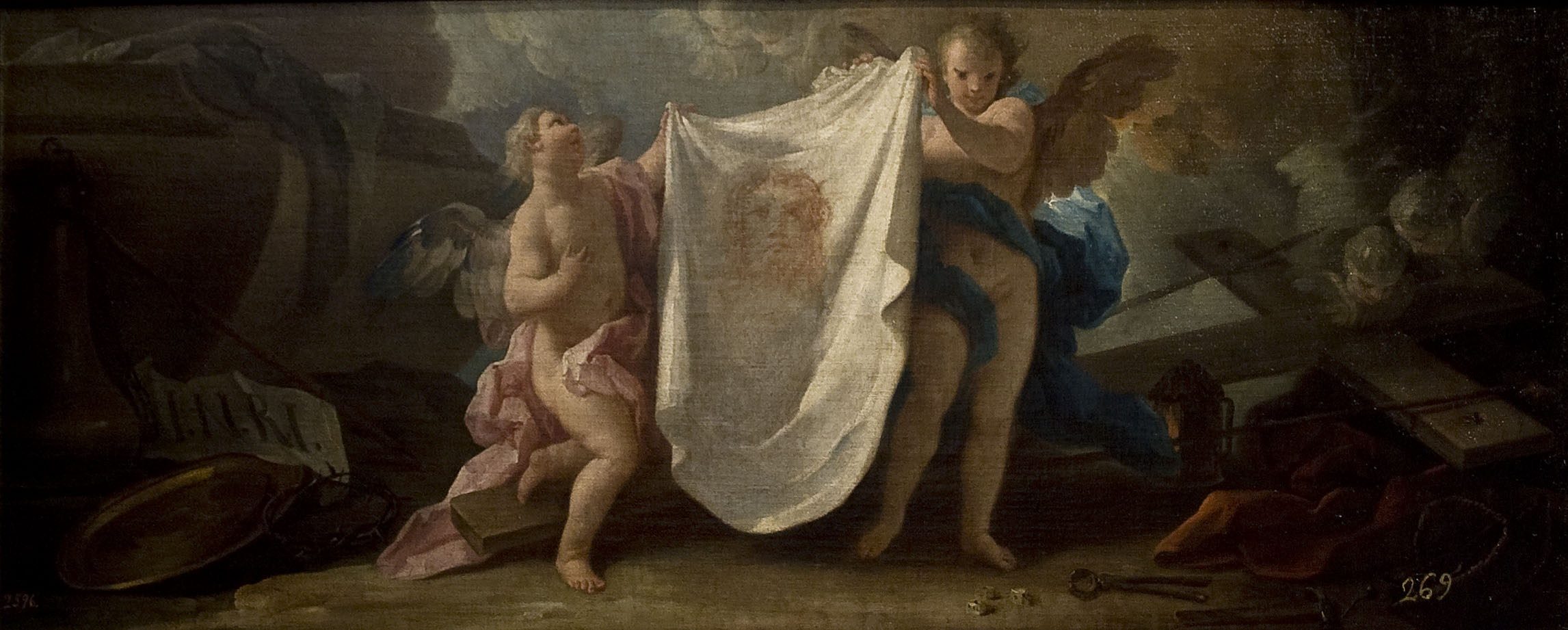
Santa Faç, a la Biblioteca Museu Víctor Balaguer

Corrado Giaquinto (Molfetta, Itàlia, 18 de febrer de 1703 - Nàpols, 1765) va ser un pintor italià d'estil rococó.
Nascut al nord de Bari, a Molfetta, Giaquinto va ser alumne Nicola Maria Rossi, de Francesco Solimena i de Sebastiano Conca, amb qui aprèn la tradició del classicisme barroc.
Va conèixer una carrera internacional molt brillant, viatjant molt: va ser així cridat a la cort d'Espanya entre 1753 i 1762 per a realitzar treballs en els palaus reals de Madrid, de l'Escorial i d'Aranjuez).
Va realitzar un fresc destinat a la Basílica de la Santa Creu de Jerusalem de Roma, representant a Moisès trencant la roca. Aquesta composició, pintada pel jubileu de 1750 i avui en dia perduda, ens és coneguda per un projecte conservat a la National Gallery de Londres.
El seu retrat del castrato Farinelli, conservat al conservatori de Bolonya, és igualment una de les seves obres mestres.
El seu treball a Espanya va ser, igual que el de Giambattista Tiepolo, fou una influència decisiva per Goya. Actualment a Catalunya es poden trobar obres d'aquest artistes al Museu Nacional d'Art de Catalunya o a la Biblioteca Museu Víctor Balaguer.